# Ortskapelle Klein-Burgstall

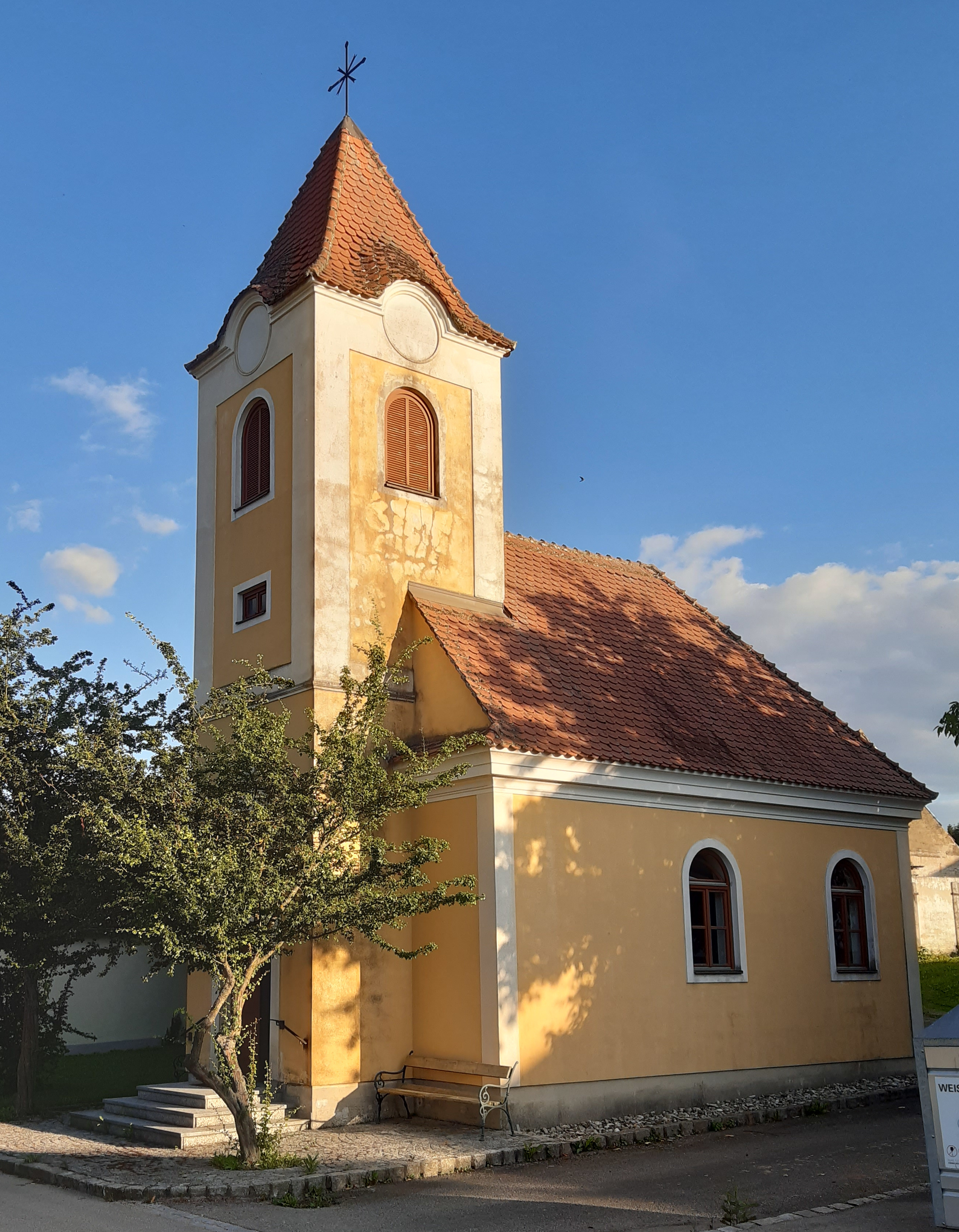
Ortskapelle Klein-Burgstall

Die Ortskapelle von Klein-Burgstall steht in Klein-Burgstall im niederösterreichischen Bezirk Hollabrunn.

## Geschichte und Beschreibung
Die Ortskapelle von Klein-Burgstall wurde 1842 errichtet.
Das schlichte Bauwerk mit rechteckigem Grundriss und halbrunder Apsis besitzt zwei Rundbogenfenster. Der quadratische Turm mit rundbogigen Schallfenstern wurde der Kapelle vorgebaut und ist mit einem Pyramidendach gedeckt.
Sie  ist ein in der österreichischen Kunsttopographie erwähntes Bauwerk und steht unter Denkmalschutz.